# Baroness
Baroness ist eine Progressive-Metal-Band, die 2003 in Savannah, Georgia gegründet wurde.

## Geschichte
2004 und 2005 erschienen die ersten beiden EPs First und Second; 2007 folgte zunächst eine weitere EP als Split-Veröffentlichung mit der Band Unpersons namens A Grey Sigh in a Flower Husk. Im September 2007 kam die erste LP namens Red Album heraus und erhielt gute Kritiken.
Im Mai 2009 begann die Band dann mit der Aufnahme des Nachfolgers Blue Record, das von John Congleton produziert und im Oktober 2009 veröffentlicht wurde. Das Album brachte Baroness erstmals in die US-amerikanischen Albumcharts auf Platz 117 der Billboard 200. Das Album wurde noch etwas besser bewertet als das Debütalbum. Nach Erscheinen des Albums begann eine Tournee im Vorprogramm von Mastodon.
Im Juli 2012 erschien das Doppelalbum Yellow & Green. Während der anschließenden Tournee verlor der Fahrer des Tourbusses nahe dem englischen Bath die Kontrolle und das Fahrzeug stürzte 9 Meter tief von einer Brücke. Sänger John Baizley brach sich den linken Arm und das Bein, Schlagzeuger Allen Blickle und Bassist Matt Maggioni erlitten Frakturen an der Wirbelsäule, worauf die Tour abgebrochen wurde. Infolgedessen verließen Matt Maggioni und Allen Blickle die Band im März 2013. Für sie kamen Sebastian Thomson von Trans Am und Nick Jost.
Am 18. Dezember 2015 erschien das vierte Studioalbum Purple, das von dem deutschen Musikmagazin Visions zum Album des Jahres 2015 gewählt wurde. Das Lied Shock Me wurde für den Grammy in der Kategorie Best Metal Performance nominiert. Der Preis ging allerdings an die Band Megadeth.

## Trivia
Sänger und Gitarrist John Dyer Baizley entwirft sowohl die Albumcover für die eigene Band, als auch für andere Bands wie beispielsweise Darkest Hour, The Red Chord, Kvelertak, Skeletonwitch, Black Tusk, Kylesa und Flight of the Conchords.

## Diskografie

### Studioalben
| Jahr | Titel Musiklabel               | Höchstplatzierung, Gesamtwochen, AuszeichnungChartplatzierungen (Jahr, Titel, Musiklabel, Platzierungen, Wochen, Auszeichnungen, Anmerkungen) | Höchstplatzierung, Gesamtwochen, AuszeichnungChartplatzierungen (Jahr, Titel, Musiklabel, Platzierungen, Wochen, Auszeichnungen, Anmerkungen) | Höchstplatzierung, Gesamtwochen, AuszeichnungChartplatzierungen (Jahr, Titel, Musiklabel, Platzierungen, Wochen, Auszeichnungen, Anmerkungen) | Höchstplatzierung, Gesamtwochen, AuszeichnungChartplatzierungen (Jahr, Titel, Musiklabel, Platzierungen, Wochen, Auszeichnungen, Anmerkungen) | Höchstplatzierung, Gesamtwochen, AuszeichnungChartplatzierungen (Jahr, Titel, Musiklabel, Platzierungen, Wochen, Auszeichnungen, Anmerkungen) | Anmerkungen                              |
| Jahr | Titel Musiklabel               | DE | AT | CH | UK | US | Anmerkungen                              |
| ---- | ------------------------------ | --- | --- | --- | --- | --- | ---------------------------------------- |
| 2007 | Red Album Relapse Records      | — | — | — | — | — | Erstveröffentlichung: 10. September 2007 |
| 2009 | Blue Record Relapse Records    | — | — | — | — | US117 (1 Wo.)US | Erstveröffentlichung: 13. Oktober 2009   |
| 2012 | Yellow & Green Relapse Records | DE13 (5 Wo.)DE | AT28 (1 Wo.)AT | CH66 (1 Wo.)CH | UK30 (3 Wo.)UK | US85 (1 Wo.)US | Erstveröffentlichung: 16. Juli 2012      |
| 2015 | Purple Abraxan Hymns           | DE64 (2 Wo.)DE | — | CH88 (1 Wo.)CH | — | US70 (1 Wo.)US | Erstveröffentlichung: 18. Dezember 2015  |
| 2019 | Gold & Grey Abraxan Hymns      | DE14 (2 Wo.)DE | AT20 (1 Wo.)AT | CH32 (1 Wo.)CH | UK64 (1 Wo.)UK | US39 (1 Wo.)US | Erstveröffentlichung: 14. Juni 2019      |
| 2023 | Stone Abraxan Hymns            | DE20 (1 Wo.)DE | AT50 (1 Wo.)AT | CH20 (1 Wo.)CH | — | US165 (1 Wo.)US | Erstveröffentlichung: 15. September 2023 |

### Livealbum
- 2013: Live at Maida Vale (Live, Relapse Records)

### EPs
- 2004: First (Hyperrealist Records)
- 2005: Second (Hyperrealist Records)
- 2007: A Grey Sigh in a Flower Husk (Split mit Unpersons, Hyperrealist Records)

### Singles
- 2010: A Horse Called Golgotha (Relapse Records)
- 2012: Take My Bones Away (Relapse Records)
- 2012: March to the Sea (Relapse Records)

### Musikvideos
- 2007: Wanderlust
- 2009: A Horse Called Golgotha
- 2012: Take My Bones Away
- 2015: Chlorine & Wine
- 2016: Shock Me
- 2016: Try to Disappear
- 2019: Borderlines
- 2019: Seasons
- 2019: Torniquet
- 2023: Last Word
- 2023: Beneath the Rose